# تپه امید
تپه امید در شهرستان الیگودرز، بخش بشارت، دهستان پیشکوه ذلقی، ۲۰۰ متری شمال شرقی روستای خاک بتیه واقع شده و این اثر در تاریخ ۷ خرداد ۱۳۸۷ با شمارهٔ ثبت ۲۲۷۸۲ به‌عنوان یکی از آثار ملی ایران به ثبت رسیده است.